# Saison 2018-2019 du Lyon olympique universitaire
Cette page présente la saison 2018-2019 du Lyon olympique universitaire en Top 14 et en Coupe d'Europe.

## Entraîneurs
- Pierre Mignoni (manager sportif)
- Karim Ghezal (avants)
- Kendrick Lynn (trois-quarts)
- David Attoub (mêlée)
- Gérald Gambetta (team manager)

## Effectif 2018-2019
| Nom                    | Poste            | Naissance         | Nationalité sportive | International   | Dernier club          | Arrivée au club (année) |
| ---------------------- | ---------------- | ----------------- | -------------------- | --------------- | --------------------- | ----------------------- |
| Albertus Buckle        | Pilier           | 9 septembre 1983  | Afrique du Sud       | -               | FC Grenoble           | 2015                    |
| Alexandre Menini       | Pilier           | 5 août 1983       | France               |                 | RC Toulon             | 2016                    |
| Francisco Gomez Kodela | Pilier           | 3 juillet 1985    | Argentine            |                 | Union Bordeaux-Bègles | 2016                    |
| Hamza Kaabeche         | Pilier           | 23 septembre 1996 | France               | -               | Formé au club         | 2016                    |
| Clément Ric            | Pilier           | 18 juillet 1988   | France               | -               | ASM Clermont          | 2017                    |
| Richard Choirat        | Pilier           | 20 septembre 1984 | France               | -               | Aviron bayonnais      | 2017                    |
| Kevin Yaméogo          | Pilier           | 19 mai 1997       | France               | -               | Formé au club         | 2018                    |
| Sami Zouhaïr           | Pilier           | 21 février 1999   | France               | -               | Formé au club         | 2018                    |
| Raphaël Chaume         | Pilier           | 24 avril 1989     | France               |                 | ASM Clermont Auvergne | 2018                    |
| Deon Fourie            | Talonneur        | 25 septembre 1986 | Afrique du Sud       | -               | Stormers              | 2014                    |
| Mickaël Ivaldi         | Talonneur        | 20 février 1990   | France               | -               | Montpellier HR        | 2016                    |
| Virgile Lacombe        | Talonneur        | 7 juillet 1984    | France               | -               | Racing 92             | 2017                    |
| Jérémie Maurouard      | Talonneur        | 23 septembre 1993 | France               | -               | Stade rochelais       | 2018                    |
| Benjamin Moirod        | Talonneur        | 1er octobre 1998  | France               | -               | Formé au club         | 2018                    |
| Félix Lambey           | Deuxième ligne   | 15 mars 1994      | France               | -               | AS Béziers            | 2016                    |
| Étienne Oosthuizen     | Deuxième ligne   | 22 décembre 1992  | Afrique du Sud       | -               | Sharks                | 2017                    |
| François van der Merwe | Deuxième ligne   | 6 octobre 1983    | Afrique du Sud       | -               | Racing 92             | 2017                    |
| Hendrik Roodt          | Deuxième ligne   | 6 novembre 1987   | Afrique du Sud       | -               | FC Grenoble           | 2017                    |
| Manuel Carizza         | Deuxième ligne   | 23 août 1984      | Argentine            |                 | Biarritz              | 2012                    |
| Martial Rolland        | Deuxième ligne   | 17 août 1998      | France               | -               | Formé au club         | 2018                    |
| Julien Puricelli       | Troisième ligne  | 1er août 1980     | France               |                 | Aviron bayonnais      | 2014                    |
| Tanginoa Halaifonua    | Troisième ligne  | 3 août 1996       | Tonga                | -               | Formé au club         | 2015                    |
| Carl Fearns            | Troisième ligne  | 28 mai 1989       | Angleterre           | U20             | Bath Rugby            | 2015                    |
| Virgile Bruni          | Troisième ligne  | 6 février 1989    | France               | -               | RC Toulon             | 2016                    |
| Dylan Cretin           | Troisième ligne  | 4 mai 1997        | France               | U20             | Formé au club         | 2016                    |
| Liam Gill              | Troisième ligne  | 8 juin 1992       | Australie            |                 | RC Toulon             | 2017                    |
| Patrick Sobela         | Troisième ligne  | 12 août 1992      | France               | Barbarians      | Oyonnax               | 2018                    |
| Loann Goujon           | Troisième ligne  | 23 avril 1989     | France               |                 | Union Bordeaux-Bègles | 2018                    |
| Baptiste Couilloud     | Demi de mêlée    | 22 juillet 1997   | France               |                 | Formé au club         | 2014                    |
| Jonathan Pélissié      | Demi de mêlée    | 6 juin 1988       | France               |                 | RC Toulon             | 2017                    |
| Quentin Delord         | Demi de mêlée    | 10 février 1999   | France               | -               | CA Brive              | 2017                    |
| Lionel Beauxis         | Demi d'ouverture | 24 octobre 1985   | France               |                 | Union Bordeaux Bègles | 2017                    |
| Jean-Marc Doussain     | Demi d'ouverture | 12 février 1991   | France               |                 | Stade toulousain      | 2018                    |
| Jonathan Wisniewski    | Demi d'ouverture | 16 juillet 1985   | France               | -               | RC Toulon             | 2018                    |
| Thibaut Regard         | Centre           | 6 août 1993       | France               | -               | Formé au club         | 2011                    |
| Rudi Wulf              | Centre           | 2 février 1984    | Nouvelle-Zélande     |                 | Castres               | 2016                    |
| Pierre-Louis Barassi   | Centre           | 22 avril 1998     | France               | France 7 et U20 | Formé au club         | 2016                    |
| Adrien Seguret         | Centre           | 22 juillet 1998   | France               | U20             | SC Albi               | 2017                    |
| Charlie Ngatai         | Centre           | 17 août 1990      | Nouvelle-Zélande     |                 | Chiefs                | 2018                    |
| Toby Arnold            | Ailier           | 11 septembre 1987 | Nouvelle-Zélande     | -               | Bay of Plenty         | 2013                    |
| Jone Tuva              | Ailier           | 23 mars 1996      | Fidji                | -               | Formé au club         | 2015                    |
| Xavier Mignot          | Ailier           | 27 janvier 1994   | France               |                 | FC Grenoble           | 2017                    |
| Alexis Palisson        | Ailier           | 9 septembre 1987  | France               |                 | Stade toulousain      | 2017                    |
| Timilai Rokoduru       | Ailier           | 21 janvier 1993   | Fidji                | -               | SC Albi               | 2017                    |
| Yohann Tarley          | Ailier           | 2000              | France               | -               | RC Massy              | 2017                    |
| Noa Nakaitaci          | Ailier           | 11 juillet 1990   | France               |                 | ASM Clermont Auvergne | 2018                    |
| Delon Armitage         | Arrière          | 15 décembre 1983  | Angleterre           |                 | RC Toulon             | 2016                    |
| Jean-Marcellin Buttin  | Arrière          | 16 décembre 1991  | France               |                 | Union Bordeaux Bègles | 2017                    |
| Quentin Gobet          | Arrière          | 1er juillet 1997  | France               | -               | Formé au club         | 2018                    |

## Calendrier et résultats

### Top 14
| - Lyon OU - Stade toulousain : 16 - 16 - Castres Olympique- Lyon OU : 19 - 16 - USA Perpignan - Lyon OU : 16 - 22 - Lyon OU - Montpellier HR : 55 - 13 - Stade rochelais - Lyon OU : 30 - 13 - Lyon OU - FC Grenoble : 34 - 6 - Racing 92 - Lyon OU : 13 - 19 - Union Bordeaux Bègles - Lyon OU : 35 - 13 - Lyon OU - Stade français : 41 - 6 - ASM Clermont - Lyon OU : 31 - 11 - Lyon OU - Section paloise : 30 - 10 - RC Toulon - Lyon OU : 40 - 7 - Lyon OU - SU Agen : 52 - 20 | - Stade toulousain - Lyon OU : 53 - 21 - Lyon OU - Castres Olympique : 15 - 23 - Lyon OU - USA Perpignan : 47 - 9 - Montpellier HR - Lyon OU : 14 - 25 - Lyon OU - Stade rochelais : 29 - 19 - FC Grenoble - Lyon OU : 23 - 24 - Lyon OU - Racing 92 : 32 - 11 - Lyon OU - Union Bordeaux Bègles : 34 - 10 - Stade français - Lyon OU : 13 - 24 - Lyon OU - ASM Clermont : 19 - 13 - Section paloise - Lyon OU : 24 - 27 - Lyon OU - RC Toulon : 42 - 33 - SU Agen - Lyon OU : 25 - 15 |

| Rang | Club                  | J  | V  | N | D  | Bo | Bd | Pm  | Pe  | Diff | Pts |
| ---- | --------------------- | -- | -- | - | -- | -- | -- | --- | --- | ---- | --- |
| 1    | Stade toulousain      | 26 | 21 | 2 | 3  | 9  | 1  | 820 | 508 | +312 | 98  |
| 2    | ASM Clermont          | 26 | 16 | 3 | 7  | 9  | 4  | 828 | 535 | +293 | 83  |
| 3    | Lyon OU               | 26 | 17 | 1 | 8  | 7  | 1  | 683 | 525 | +158 | 78  |
| 4    | Racing 92             | 26 | 15 | 1 | 10 | 8  | 4  | 750 | 563 | +187 | 74  |
| 5    | Stade rochelais       | 26 | 16 | 0 | 10 | 6  | 1  | 719 | 616 | +103 | 71  |
| 6    | Montpellier HR        | 26 | 14 | 1 | 11 | 6  | 6  | 659 | 546 | +113 | 70  |
| 7    | Castres olympique (T) | 26 | 15 | 0 | 11 | 4  | 5  | 508 | 499 | +9   | 69  |
| 8    | Stade français Paris  | 26 | 14 | 0 | 12 | 4  | 4  | 583 | 579 | +4   | 64  |
| 9    | RC Toulon             | 26 | 12 | 0 | 14 | 6  | 3  | 572 | 542 | +30  | 57  |
| 10   | Union Bordeaux Bègles | 26 | 12 | 1 | 13 | 4  | 3  | 618 | 711 | -93  | 57  |
| 11   | Section paloise       | 26 | 9  | 0 | 17 | 2  | 5  | 501 | 763 | -262 | 43  |
| 12   | SU Agen               | 26 | 8  | 1 | 17 | 0  | 4  | 431 | 654 | -223 | 38  |
| 13   | FC Grenoble (P)       | 26 | 5  | 2 | 19 | 0  | 5  | 448 | 691 | -243 | 29  |
| 14   | USA Perpignan (P)     | 26 | 2  | 0 | 24 | 0  | 4  | 433 | 821 | -388 | 12  |

### Phase finale

#### Barrages
| Samedi 1er juin 2019 17 h 00 | Lyon OU | 21 - 16 (11 - 13) | Montpellier HR | Matmut Stadium Gerland, Lyon 17 002 spectateurs Arbitre : Alexandre Ruiz |
| Samedi 1er juin 2019 17 h 00 | Essai(s) : 2 Barassi (13e), Ngatai (69e) Transformation(s) : 1 Wisniewski (69e) Pénalité(s) : 3 (21e, 40e, 53e) |                   | Essai(s) : 1 Cruden (4e) Transformation(s) : 1 Paillaugue (4e) Pénalité(s) : 3 Paillaugue (11e, 29e), Cruden (61e) | Matmut Stadium Gerland, Lyon 17 002 spectateurs Arbitre : Alexandre Ruiz |
| Samedi 1er juin 2019 17 h 00 | |                   | | Matmut Stadium Gerland, Lyon 17 002 spectateurs Arbitre : Alexandre Ruiz |

#### Demi-finale
| 9 juin 2019 16 h 30 | ASM Clermont | 33 - 13 (16 - 8) | Lyon OU | Matmut Atlantique, Bordeaux 42 042 spectateurs Arbitre : Romain Poite |
| 9 juin 2019 16 h 30 | Essai(s) : 3 Penaud (31e), Raka (53e), Moala (80e) Transformation(s) : 3 Laidlaw (32e, 54e), Lopez (80+1re) Pénalité(s) : 4 Laidlaw (14e, 25e, 29e, 75e) Carton(s) jaune(s) : 1 Lopez (66e) |                  | Essai(s) : 2 Gill (11e), Fourie (68e) Transformation(s) : 0 Pénalité(s) : 1 Wisniewski (20e) Carton(s) jaune(s) : 1 Ric (51e) | Matmut Atlantique, Bordeaux 42 042 spectateurs Arbitre : Romain Poite |
| 9 juin 2019 16 h 30 | |                  | | Matmut Atlantique, Bordeaux 42 042 spectateurs Arbitre : Romain Poite |

### Coupe d'Europe
Dans la Coupe d'Europe le Lyon OU, fait partie de la poule 3 et est opposé aux Anglais de Saracens aux Écossais de Glasgow Warriors et aux Gallois de Cardiff Blues.
| - Lyon OU - Cardiff Blues : 21 -30 - Saracens - Lyon OU : 29 - 10 - Lyon OU - Glasgow Warriors : 22 -42 | - Glasgow Warriors - Lyon OU : 21 - 10 - Lyon OU - Saracens : 10 -28 - Cardiff Blues - Lyon OU : 33 - 14 |

Avec 6 défaites, le Lyon OU termine 4e de la poule 3 et n'est pas qualifié pour les quarts de finale.

| Rang | Équipe           | J | V | N | D | Em | Ee | Bo | Bd | Pm  | Pe  | Diff | Pts |
| ---- | ---------------- | - | - | - | - | -- | -- | -- | -- | --- | --- | ---- | --- |
| 1    | Saracens         | 6 | 6 | 0 | 0 | 23 | 10 | 4  | 0  | 185 | 81  | +104 | 28  |
| 2    | Glasgow Warriors | 6 | 4 | 0 | 2 | 19 | 16 | 3  | 0  | 147 | 119 | +28  | 19  |
| 3    | Cardiff Blues    | 6 | 2 | 0 | 4 | 19 | 22 | 2  | 0  | 138 | 174 | -36  | 10  |
| 4    | Lyon OU          | 6 | 0 | 0 | 6 | 10 | 23 | 0  | 0  | 87  | 183 | -96  | 0   |

## Statistiques

### Championnat de France
Meilleurs réalisateurs
| Rang | Joueur | Poste | Points | Essais | Transf. | Pén. | Drops |
| ---- | ------ | ----- | ------ | ------ | ------- | ---- | ----- |
| 1    | -      | -     | -      | -      | -       | -    | -     |
| 2    | -      | -     | -      | -      | -       | -    | -     |
| 3    | -      | -     | -      | -      | -       | -    | -     |

Meilleurs marqueurs
| Rang | Joueur | Poste | Essais |
| ---- | ------ | ----- | ------ |
| 1    | -      | -     | -      |
| 2    | -      | -     | -      |
| 3    | -      | -     | -      |
| 4    | -      | -     | -      |
| 5    | -      | -     | -      |

### Coupe d'Europe
Meilleurs réalisateurs
| Rang | Joueur | Poste | Points | Essais | Transf. | Pén. | Drops |
| ---- | ------ | ----- | ------ | ------ | ------- | ---- | ----- |
| 1    | -      | -     | -      | -      | -       | -    | -     |
| 2    | -      | -     | -      | -      | -       | -    | -     |
| 3    | -      | -     | -      | -      | -       | -    | -     |

Meilleurs marqueurs
| Rang | Joueur | Poste | Essais |
| ---- | ------ | ----- | ------ |
| 1    | -      | -     | -      |
| 2    | -      | -     | -      |
| 3    | -      | -     | -      |
| 4    | -      | -     | -      |
| 5    | -      | -     | -      |